# ATP Challenger Houston
Das ATP Challenger Houston (offizieller Name: Oracle Challenger Series – Houston) war ein 2018 und 2019 stattfindendes Tennisturnier in Houston. Schon von 1999 bis 2001 fand an selber Stelle ein Turnier in Houston statt. Es war Teil der ATP Challenger Tour und wurde im Freien auf Hartplatz ausgetragen.

## Liste der Sieger

### Einzel
| Jahr                         | Sieger          | Finalgegner       | Ergebnis         |
| ---------------------------- | --------------- | ----------------- | ---------------- |
| 2019                         | Marcos Giron    | Ivo Karlović      | 7:5, 6:75, 7:69  |
| 2018                         | Bradley Klahn   | Roy Smith         | 7:64, 7:64       |
| 2002–2017: nicht ausgetragen |                 |                   |                  |
| 2001                         | Vincent Spadea  | James Blake       | 6:2, 6:73, 6:2   |
| 2000                         | James Blake     | Michel Kratochvil | 7:65, 6:712, 6:3 |
| 1999                         | Marcos Ondruska | James Sekulov     | 7:6, 6:1         |

### Doppel
| Jahr                         | Sieger                            | Finalgegner                     | Ergebnis          |
| ---------------------------- | --------------------------------- | ------------------------------- | ----------------- |
| 2019                         | Jonathan Erlich Santiago González | Ariel Behar Gonzalo Escobar     | 6:3, 7:64         |
| 2018                         | Austin Krajicek Nicholas Monroe   | Marcelo Arévalo Jamie Cerretani | 4:6, 7:63, [10:5] |
| 2002–2017: nicht ausgetragen |                                   |                                 |                   |
| 2001                         | Jeff Coetzee Paul Rosner          | Justin Bower Shaun Rudman       | 7:6, 6:4          |
| 2000                         | Brent Haygarth Marcos Ondruska    | James Blake Kevin Kim           | 6:4, 6:2          |
| 1999                         | David Di Lucia Michael Sell       | Bobby Kokavec Jocelyn Robichaud | 7:6, 6:0          |